# Elio de Angelis
Elio de Angelis, italijanski dirkač Formule 1, * 26. marec 1958, Rim, Italija, † 15. maj 1986, Le Castellet, Francija.
Elio de Angelis je pokojni italijanski dirkač Formule 1. Kariero je začel v sezoni 1979 na Veliki nagradi Argentine s Shadowom. Prve točke je osvojil na zadnji dirki sezone za Veliko nagrado ZDA s četrtim mestom. Tudi na prve stopničke mu ni bilo treba dolgo čakati, saj je na drugi dirki v sezoni 1980 osvojil drugo mesto na Veliki nagradi Brazilije z Lotusom. Po nekoliko slabši sezoni 1981, ko se mu ni uspelo uvrstiti na oder za zmagovalce, je svojo prvo zmago v karieri dočakal v sezoni 1982 na dirki za Veliki nagradi Avstrije. Naslednja sezona 1983 je bila spet nekoliko slabša z le eno uvrstitvijo v točke, nato pa je sledila sezona 1984, ki je bila njegova najboljša v karieri s štirimi uvrstitvami na stopničke in skupno tretjim mestom v prvenstvu. V sezona 1985 je dosegel še svojo drugo zmago na dirki za Veliko nagrado San Marina, po koncu sezone pa je bil zamenjan z Johnnyjem Dumfriesom izključno zaradi tega, ker se je bil Dumfries pripravljen popolnoma podrediti vzhajajoči zvezdi, Ayrtonu Senni. Senna je namreč za 1986 od Lotusa zahteval status prvega voznika in vodonosca za moštvenega kolego, kar pa de Angelis z dosežki niti približno ni bil, zato so pri Lotusu namerno našli slabšega dirkača. V sezoni 1986 je tako prestopil v Brabham. Po štirih dirkah brez osvojenih točk se je smrtno ponesrečil na testiranjih na francoski stezi Paul Ricard.

## Nesreča in smrt
Med testiranji na Paul Ricardu se je z de Angelisovega Brabhama BT55 odlomilo zadnje krilce, zaradi česar je dirkalnik ostal brez pritiska k tlom pri visoki hitrosti. Brabham je zletel s steze in se prevrnil čez ograjo ter zagorel. Trčenje ni pustilo posledic, saj je imel de Angelis zlomljeno le ključnico, a težava je bila v tem, da se Italijan ni mogel sam rešiti iz gorečega dirkalnika zaradi pomanjkanja funkcionarjev ob progi. Helikopter je de Angelisa v bolnišnico odpeljal šele pol ure po nesreči, kjer je Italijan po 29 urah umrl zaradi vdihavanja dima. Nesreča je pripeljala do tega, da so se vodilni pri FIA odločili za hitre in radikalne spremembe pravil v mesecih po nesreči, kar je v nekaj letih pripeljalo do konca prve turbo dobe F1.

## Popolni rezultati Formule 1
(legenda) (odebeljene dirke pomenijo najboljši štartni položaj, poševne pa najhitrejši krog, †-uvrščen kljub odstopu)
| Leto | Moštvo                         | Šasija       | Motor   | 1        | 2        | 3       | 4        | 5       | 6       | 7        | 8       | 9       | 10      | 11      | 12      | 13      | 14      | 15      | 16      | Prv | Toč |
| ---- | ------------------------------ | ------------ | ------- | -------- | -------- | ------- | -------- | ------- | ------- | -------- | ------- | ------- | ------- | ------- | ------- | ------- | ------- | ------- | ------- | --- | --- |
| 1979 | Interscope Shadow Racing Team  | Shadow DN9   | Ford    | ARG 7    | BRA 12   | JAR Ret | ZZDA 7   | ŠPA Ret | BEL Ret | MON DNQ  | FRA 16  | VB 12   | NEM 11  | AVT Ret | NIZ Ret | ITA Ret | KAN Ret | ZDA 4   |         | 15. | 3   |
| 1980 | Team Essex Lotus               | Lotus 81     | Ford    | ARG Ret  | BRA 2    | JAR Ret | ZZDA Ret | BEL 10  | MON 9   | FRA Ret  | VB Ret  | NEM 16  | AVT 6   | NIZ Ret | ITA 4   | KAN 10  | ZDA 4   |         |         | 7.  | 13  |
| 1981 | Team Essex Lotus               | Lotus 81     | Ford    | ZZDA Ret | BRA 5    | ARG 6   | SMR      | BEL 5   |         |          |         |         |         |         |         |         |         |         |         | 8.  | 14  |
| 1981 | Team Essex Lotus               | Lotus 87     | Ford    |          |          |         |          |         | MON Ret |          |         |         |         |         |         |         |         |         |         | 8.  | 14  |
| 1981 | John Player Team Lotus         | Lotus 87     | Ford    |          |          |         |          |         |         | ŠPA 5    | FRA 6   | VB Ret  | NEM 7   | AVT 7   | NIZ 5   | ITA 4   | KAN 6   | LVE Ret |         | 8.  | 14  |
| 1982 | John Player Team Lotus         | Lotus 87B    | Ford    | JAR 8    |          |         |          |         |         |          |         |         |         |         |         |         |         |         |         | 9.  | 24  |
| 1982 | John Player Team Lotus         | Lotus 91     | Ford    |          | BRA Ret  | ZZDA 5  | SMR      | BEL 4   | MON 5   | VZDA Ret | KAN 4   | NIZ Ret | VB 4    | FRA Ret | NEM Ret | AVT 1   | ŠVI 6   | ITA Ret | LVE Ret | 9.  | 24  |
| 1983 | John Player Team Lotus         | Lotus 93T    | Renault | BRA DSQ  | ZZDA Ret | FRA Ret | SMR Ret  | MON Ret | BEL 9   | VZDA Ret | KAN Ret |         |         |         |         |         |         |         |         | 17. | 2   |
| 1983 | John Player Team Lotus         | Lotus 94T    | Renault |          |          |         |          |         |         |          |         | VB Ret  | NEM Ret | AVT Ret | NIZ Ret | ITA 5   | EU Ret  | JAR Ret |         | 17. | 2   |
| 1984 | John Player Team Lotus         | Lotus 95T    | Renault | BRA 3    | JAR 7    | BEL 5   | SMR 3    | FRA 5   | MON 5   | KAN 4    | VZDA 2  | ZDA 3   | VB 4    | NEM Ret | AVT Ret | NIZ 4   | ITA Ret | EU Ret  | POR 5   | 3.  | 34  |
| 1985 | John Player Special Team Lotus | Lotus 97T    | Renault | BRA 3    | POR 4    | SMR 1   | MON 3    | KAN 5   | VZDA 5  | FRA 5    | VB NC   | NEM Ret | AVT 5   | NIZ 5   | ITA 6   | BEL Ret | EU 5    | JAR Ret | AVS DSQ | 5.  | 33  |
| 1986 | Motor Racing Developments      | Brabham BT55 | BMW     | BRA 8    | ŠPA Ret  | SMR Ret | MON Ret  | BEL     | KAN     | VZDA     | FRA     | VB      | NEM     | MAD     | AVT     | ITA     | POR     | MEH     | AVS     | 25. | 0   |